# Marstall beim Welfenschloss

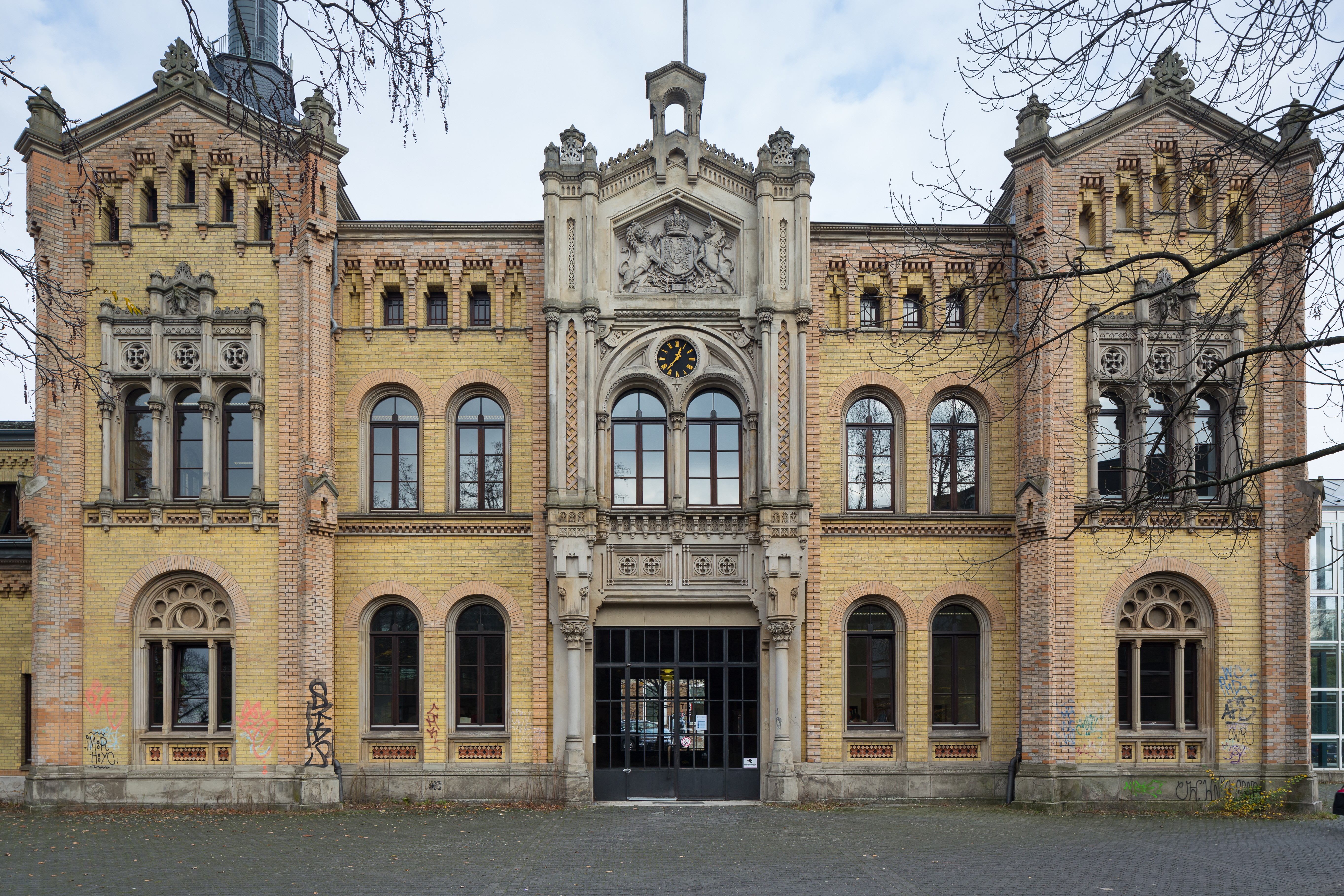
Fassade zum Welfengarten, angebautes Treppenhaus am ganz rechten Bildrand

Der Marstall beim Welfenschloss im hannoverschen Stadtteil Nordstadt war ein Marstall, der im Auftrag des letzten hannoverschen Königs Georg V. erbaut wurde. Er entstand in unmittelbarer Nähe des ursprünglich als Residenz vorgesehenen Welfenschlosses. Der Rest der ehemaligen Pferdeställe wird heute von der Technischen Informationsbibliothek an der Universität Hannover genutzt.

## Baubeschreibung

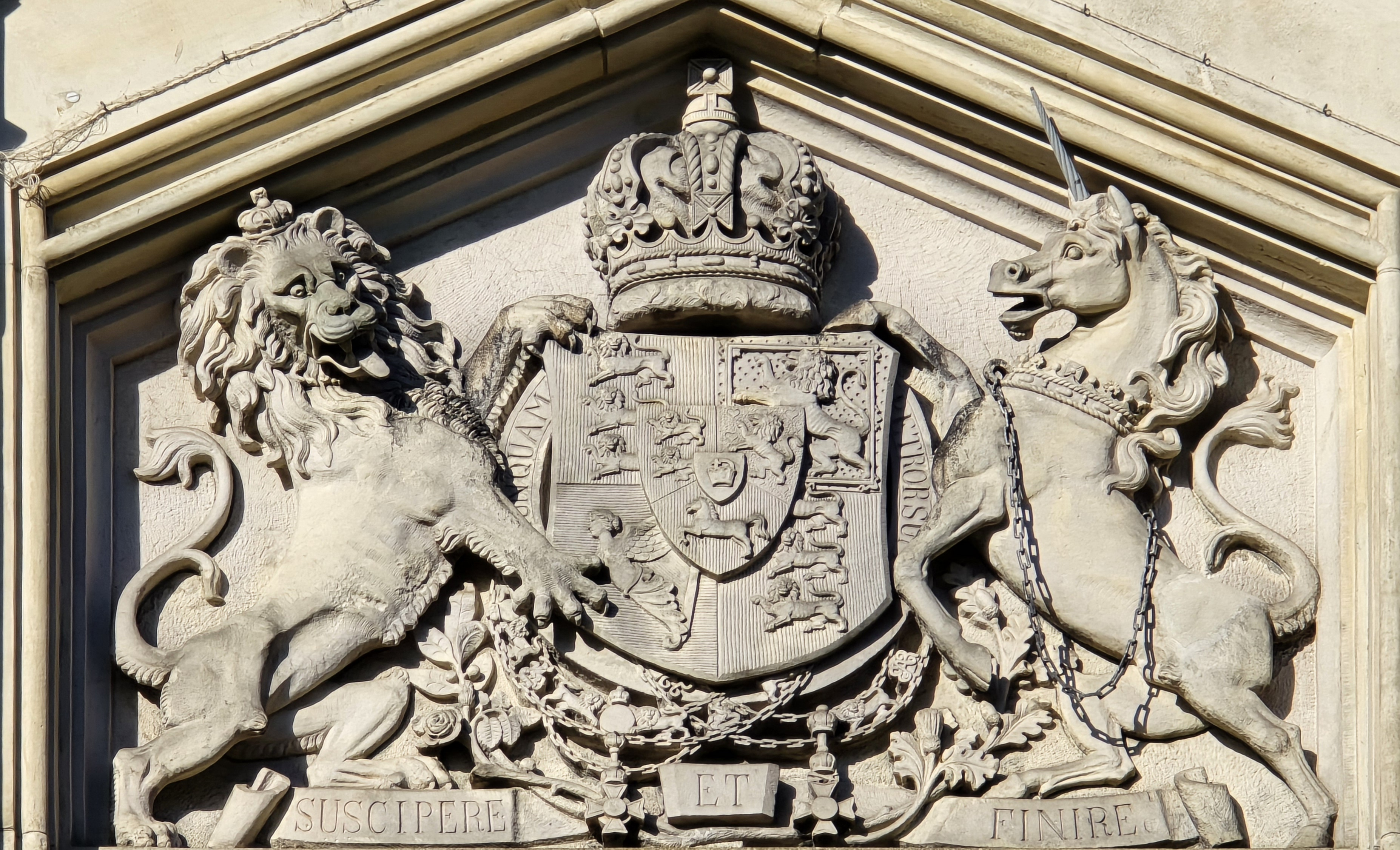
Königlich Hannoversches Wappen mit Löwen und Einhorn über dem Hauptportal

Der Torso einer ursprünglich vierflügeligen Anlage ist eine Mischung aus Rundbogenstil und englischer Gotik. Der ehemalige Pferdestall war ursprünglich im Basilika-Querschnitt erbaut. Nach dem Vorbild von Lord Pembrokes Reitstall in Paris wurden die Ställe durch die Obergaden-Fenster entlüftet.
Der denkmalgeschützte zweigeschossige Südflügel aus gelben Ziegeln mit Deistersandstein zeigt Seitenrisalite und ein mittelrisalitähnliches, vorkragendes Bauteil mit gotisierenden Elementen. Über dem Portal befindet sich noch heute über einer Uhr das königlich-hannoversche Wappen mit Löwe und Einhorn.
An der östlichen Gebäudewand wurde ein vollverglastes Treppenhaus durch Ingeborg und Friedrich Spengelin angebaut.

## Geschichte

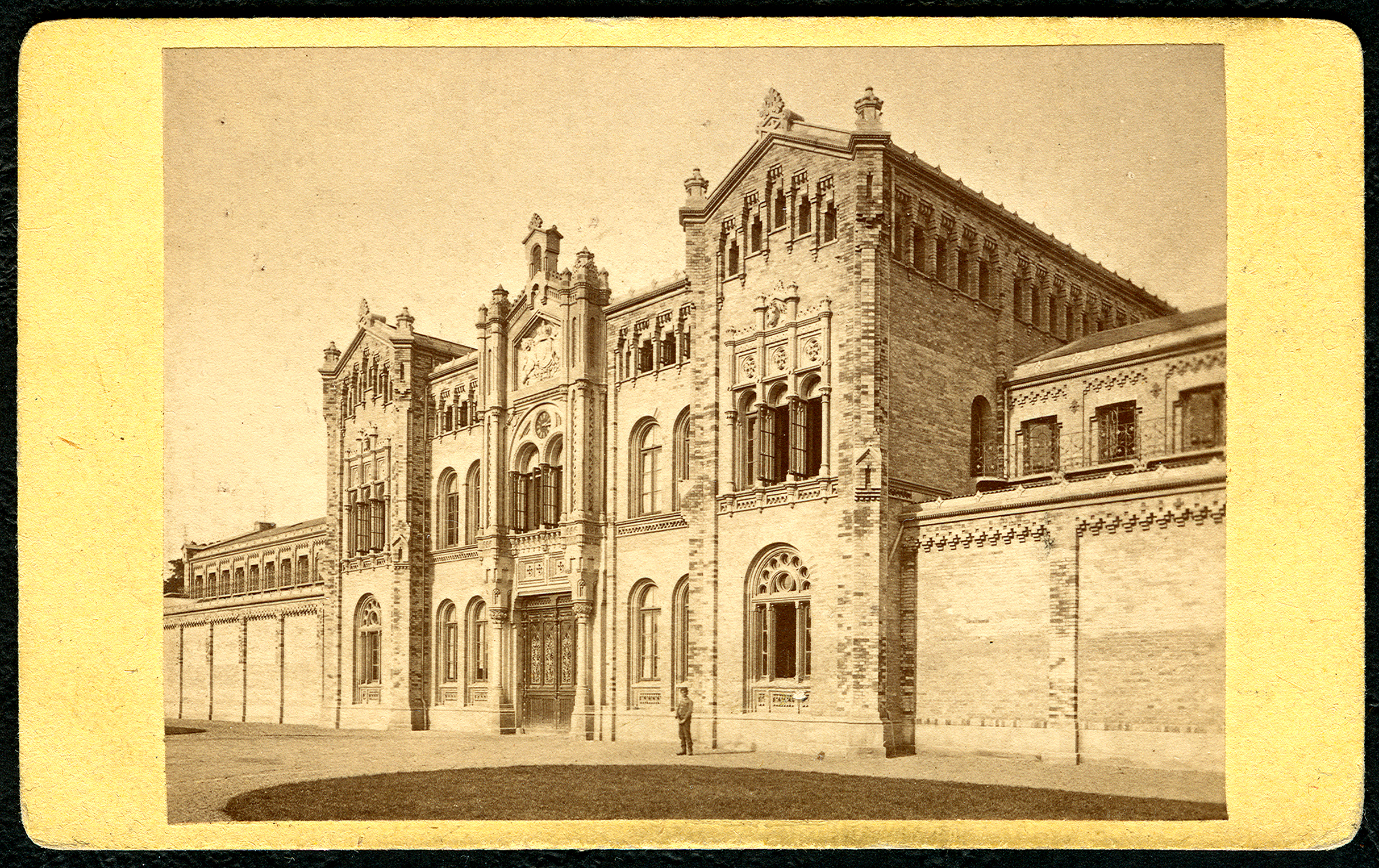
Fotoabzug auf Albuminpapier auf einer Carte de Visite von Carl Hahne; um 1880

Nach einer Idee von Christian Heinrich Tramm schuf der Architekt Eduard Heldberg den Bau ab 1863 noch in den letzten Jahren des Königreichs Hannover und vollendete ihn 1867, nach der Annexion durch das Königreich Preußen. Der Stall diente jedoch schon 1866 (bis 1912) zur Unterbringung der Pferde preußischer Königs-Ulanen.
Seit 1912 gehörten die Gebäude zur Technischen Hochschule Hannover, die 1913 die drei nördlichen Flügel zur Straße Am Puttenser Felde abbrach, um an deren Stelle ein Maschinen-Ingenieur-Laboratorium mit Heizkraftwerk zu errichten.
Der Südostflügel diente von 1922 bis 1953 als Mensa, die 1935 durch den Professor und Architekten Otto Fiederling modernisiert wurde und mit Wandbildern von Berthold Hellingrath ausgestattet wurde.
1953 konnte die Mensa umziehen in das (heutige) Theodor-Lessing-Haus im Welfengarten. 1960 wurde die alte Mensa im Westflügel des alten Marstall abgerissen.
Von 1982 bis 1986 wurde das heute noch erhaltene Gebäude umgebaut, restauriert und durch ein verglastes Treppenhaus von Ingeborg und Friedrich Spengelin erweitert. Im März 1986 eröffnete die Technische Informationsbibliothek im Marstall den Lesesaal PIN (Patente, Informationen, Normen).